# Entodon pylaisioides
Entodon pylaisioides är en bladmossart som beskrevs av Hu Ren-liang och Wang You-fang 1980. Entodon pylaisioides ingår i släktet Entodon och familjen Entodontaceae. Inga underarter finns listade i Catalogue of Life.